# Eichenbach
Eichenbach là một đô thị thuộc huyện Ahrweiler, bang Rheinland-Pfalz, phía tây nước Đức. Đô thị Eichenbach có diện tích 5,02 km², dân số thời điểm ngày 31 tháng 12 năm 2006 là 65 người.